# 막시밀리안 분수

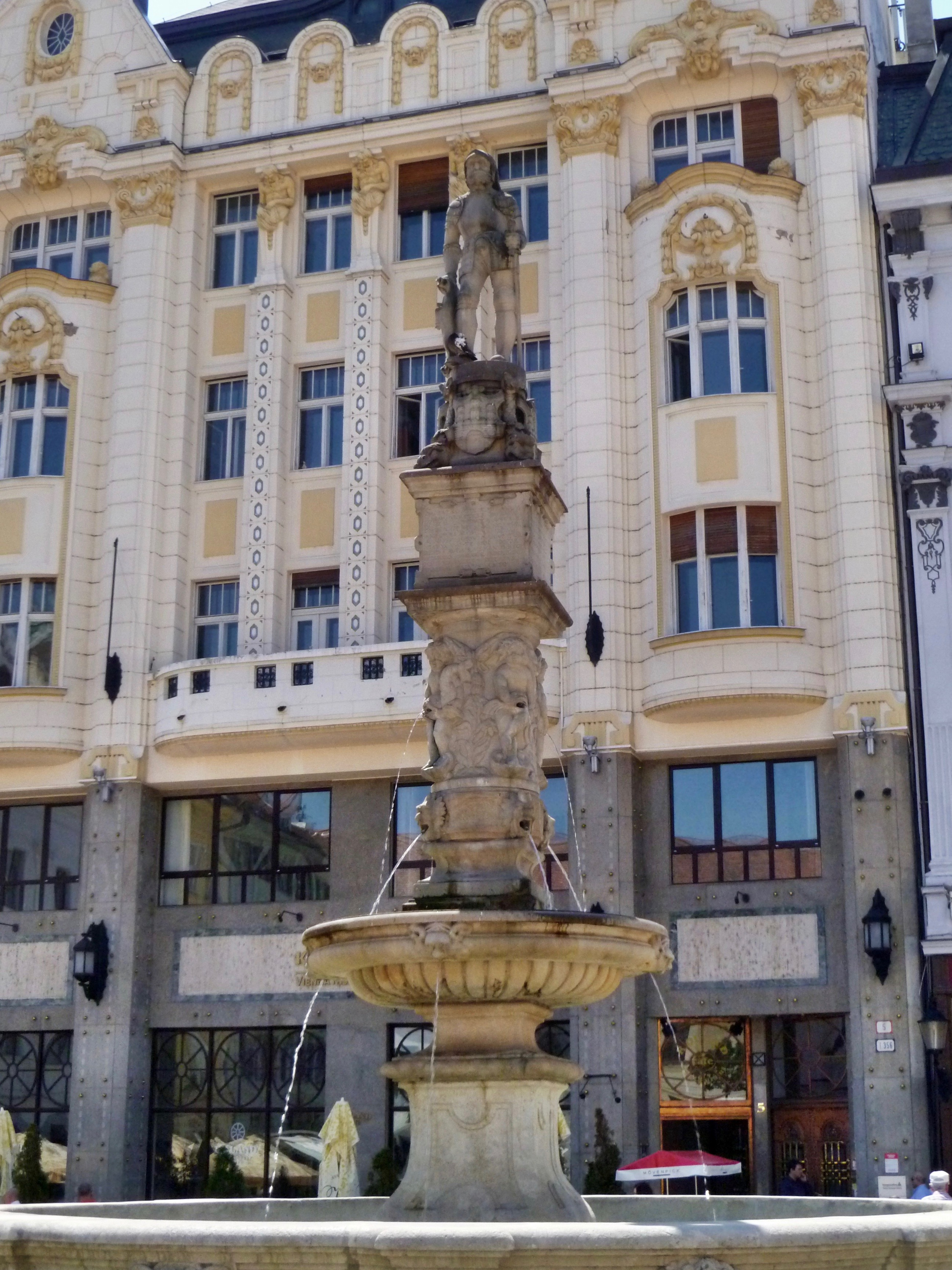
막시밀리안 분수

막시밀리안 분수(슬로바키아어: Maximiliánova fontána) 또는 롤란드 분수(슬로바키아어: Rolandova fontána)는 슬로바키아 브라티슬라바에서 가장 유명한 분수이자 도시의 중요한 랜드마크 중 하나로, 중앙광장에 있다. 1572년 헝가리 왕국의 국왕 막시밀리안 2세가 공공 상수도 공급을 위해 건설을 명령했다. 분수의 꼭대기에는 A. 루트 링거가 조각한 전신 갑옷을 입은 기사로 묘사된 막시밀리안의 동상이 있다. 여러 번 개조되고 재건되었기 때문에 현재의 모습은 아마도 원래 모습과는 거리가 멀 것이다. 그러나 인기는 변함없이 유지되고 있으며 여전히 도심에서 가장 인기 있는 만남의 장소 중 하나다. 많은 전설이 이 분수를 중심으로 전개되며, 대부분은 막시밀리안을 마을의 수호자로 묘사하고 있다.